# Lepeostegeres bahajensis
Lepeostegeres bahajensis är en tvåhjärtbladig växtart som beskrevs av Friedrich Anton Wilhelm Miquel. Lepeostegeres bahajensis ingår i släktet Lepeostegeres och familjen Loranthaceae. Inga underarter finns listade i Catalogue of Life.